# Upplandsmedaljen
För förtjänstfulla insatser för Uppsala län och Uppland, eller Upplandsmedaljen, är en svensk medalj som delas ut av länsstyrelsen i Uppsala län. Den instiftades 1 januari 2005 och är präglad i förgyllt silver. På åtsidan finns länsvapnet, och på frånsidan en kungsängslilja och inskriptionen "För förtjänstfulla insatser". Den bärs i ett 35 millimeter brett rött band med två guldgula ränder.

## Mottagare
- Länsrådet Ulf Henricsson, 2005[1]
- Överbibliotekarie Ulf Göranson
- Greve Gerard de Roquette-Buisson, 2005[1]
- David Thonon
- Prins Carl Philip, 2008[2]
- Louis De Geer, 2009[3]
- Ålands landshövding Peter Lindbäck, 2009[4]
- Jacob von Ehrenheim
- Karol Musiol
- Landshövding Anders Björck, 2010
- Rektor Anders Hallberg
- Länsrådet Leif Byman
- Musikern Owe Thörnqvist, 2014[5]